# Ружа вјетрова (ТВ серија)
Ружа вјетрова (хрв. Ruža vjetrova) хрватска је теленовела, снимана од 2011. до 2013.
Снимања серије почела су 1. јуна 2011. док су 9. марта 2013. снимљене последње сцене.

## Синопсис

### 1. сезона
... Све је започело с олујом...
Серија говори о љубавној причи двоје младих из различитих места и другачијих породица. Девојка Инес је млада ћерка цењене сплитске адвокаткиње, а младић је Марко, наследник очевог пословног царства. Ту је велики број сплетака и необјашњивих родитељских поступака када су у питању деца, љубавне преваре, политичке и пословне смицалице.

### 2. сезона
... Шта бисте жртвовали за љубав?...
Окосница друге сезоне је љубавна прича и судбина двоје младих којима ће тајне, прошлости, зли људи и велика искушења стајати на путу према истинској срећи. Девојка је Марија Мрчела, хероина која одглуми своју смрт како би побегла од насилног мужа, а младић је Шимун Бартуловић, сеоски човек, једноставног и чврстог карактера. Нова сезона почиње Маријиним бегом од насилног супруга, Ранка. Након скока с Ранкове јахте, струја је однесе на непознату плажу где је проналази и спашава Шимун. Њихов сусрет остаје дубоко урезан у њиховим мислима и срцима.

## Сезоне
| Сезона | Сезона | Број епизода    | Приказивање у Хрватској                             |
| ------ | ------ | --------------- | --------------------------------------------------- |
|        | 1      | 185 (1 – 185)   | 29. август 2011 — 7. јун 2012. (РТЛ телевизија)     |
|        | 2      | 155 (186 – 340) | 10. септембар 2012 — 23. мај 2013. (РТЛ телевизија) |

## Улоге
| Глумац:               | Улога:   |
| --------------------- | -------- |
| Прва сезона           |          |
| Ања Алач              | Инес     |
| Матко Кнешаурек       | Марко    |
| Бранка Пујић          | Сузана   |
| Стојан Матавуљ        | Стипе    |
| Нивес Иванковић       | Нивес    |
| Томислав Чубелић      | Јаков    |
| Петра Цицварић        | Сара     |
| Роберт Курбаша        | Срђан    |
| Мирела Брекало        | Марица   |
| Тамара Шолетић        | Адријана |
| Франо Ласић           | Миливој  |
| Јурај Арас            | Едо      |
| Јасна Малец Утробичић | Драгица  |
| Кармен Сунчана Ловрић | Јелена   |
| Славко Собин          | Петар    |
| Марија Омаљев Грбић   | Мила     |
| Матеа Елезовић        | Ана      |
| Роко Сикавица         | Тони     |
| Петра Кроло           | Ника     |
| Роко Главина          | Анте     |
| Ратко Главина         | Јуре     |
| Јадран Грубишић       | Лука     |
| Шишко Хорват Мајцан   | Звоне    |
| Стјепан Перић         | Никола   |
| Петар Цвирн           | Филип    |
| Друга сезона          |          |
| Марина Фернандез      | Марија   |
| Зоран Пајић           | Шимун    |
| Жарко Радић           | Крсто    |
| Стојан Матавуљ        | Стипе    |
| Нивес Иванковић       | Нивес    |
| Бранка Пујић          | Сузана   |
| Ања Алач              | Инес     |
| Томислав Чубелић      | Јаков    |
| Петра Цицварић        | Сара     |
| Кармен Сунчана Ловрић | Јелена   |
| Славко Собин          | Петар    |
| Марија Омаљев Грбић   | Мила     |
| Мирај Грбић           | Ранко    |
| Мирела Брекало        | Марица   |
| Долорес Ламбаша       | Тамара   |
| Јасна Малец Утробичић | Драгица  |
| Роко Главина          | Анте     |
| Јосип Браовац         | Дамир    |